# Estelle Reiner
Estelle Reiner (nacida Lebost; Bronx, Nueva York; 5 de junio de 1914-Beverly Hills, California; 25 de octubre de 2008) fue una actriz y cantante estadounidense. Era la esposa de Carl Reiner y la madre de Rob Reiner.

## Vida y carrera
Estelle nació con el nombre de Estelle Lebost  en El Bronx en Nueva York y se graduó en el James Monroe High School. Era una artista visual y conoció a su futuro marido, Carl Reiner, mientras trabajaba en las Montañas de Catskill, diseñando escenarios para shows de hoteles. Se casó con Reiner en 1943 y tuvieron tres hijos, Rob, Lucas y Annie.
La comedia de televisión de la década de 1960 de Carl Reiner, The Dick Van Dyke Show, recapituló su carrera escribiendo para Sid Caesar, con Carl Reiner interpretando a Caesar y Dick Van Dyke interpretando el papel de Reiner como escritor en el papel de Rob Petrie. La recreación fue tan completa que los Petries en el show vivían en Bonnie Meadow Road, en el suburbio de New Rochelle en Nueva York, en la misma calle en la que vivían los Reiners en la vida real. Como Rob Reiner lo describió, básicamente escribió su propia vida en The Dick Van Dyke Show.
En la década de 1960, Reiner se convirtió en una cantante de cabaré y actuó hasta pocos años antes de su muerte. Estudió actuación mediante El Método con Lee Strasberg y con Viola Spolin, «la abuela estadounidense de la improvisación». Apareció en varias películas cómicas, incluyendo la película Fatso (1980), con Dom DeLuise como Miss Goodman y en las películas de 1983, The Man with Two Brains con Steve Martin y en la película de Mel Brooks To Be or Not to Be como Gruba.
Sin embargo, el papel más recordado de Rainer en el cine tuvo lugar en la película When Harry Met Sally... (1989), en la cual el director Rob Reiner hace que su madre interprete a una cliente en una escena con las estrellas, Billy Crystal y Meg Ryan en Katz's Delicatessen, en la cual Ryan finge un orgasmo. Al acercarse una camarera a Rainer después de que Ryan termine, Rainer le dice a la camarera: Quiero lo mismo que ella. La frase se encuentra en el puesto número 33 de la lista de Anexo:AFI's 100 años... 100 frases del American Film Institute, por detrás de la frase de Casablanca: Arresten a los sospechosos de siempre.

## Fallecimiento
Rainer falleció el 25 de octubre de 2008 a la edad de 94 años por causas naturales en su casa de Beverly Hills en California.

## Filmografía parcial
- Fatso (1980)
- The Man with Two Brains (1983)
- To Be or Not to Be (1983)
- Hot to Trot (1988)
- When Harry Met Sally... (1989)